# Park of Poland

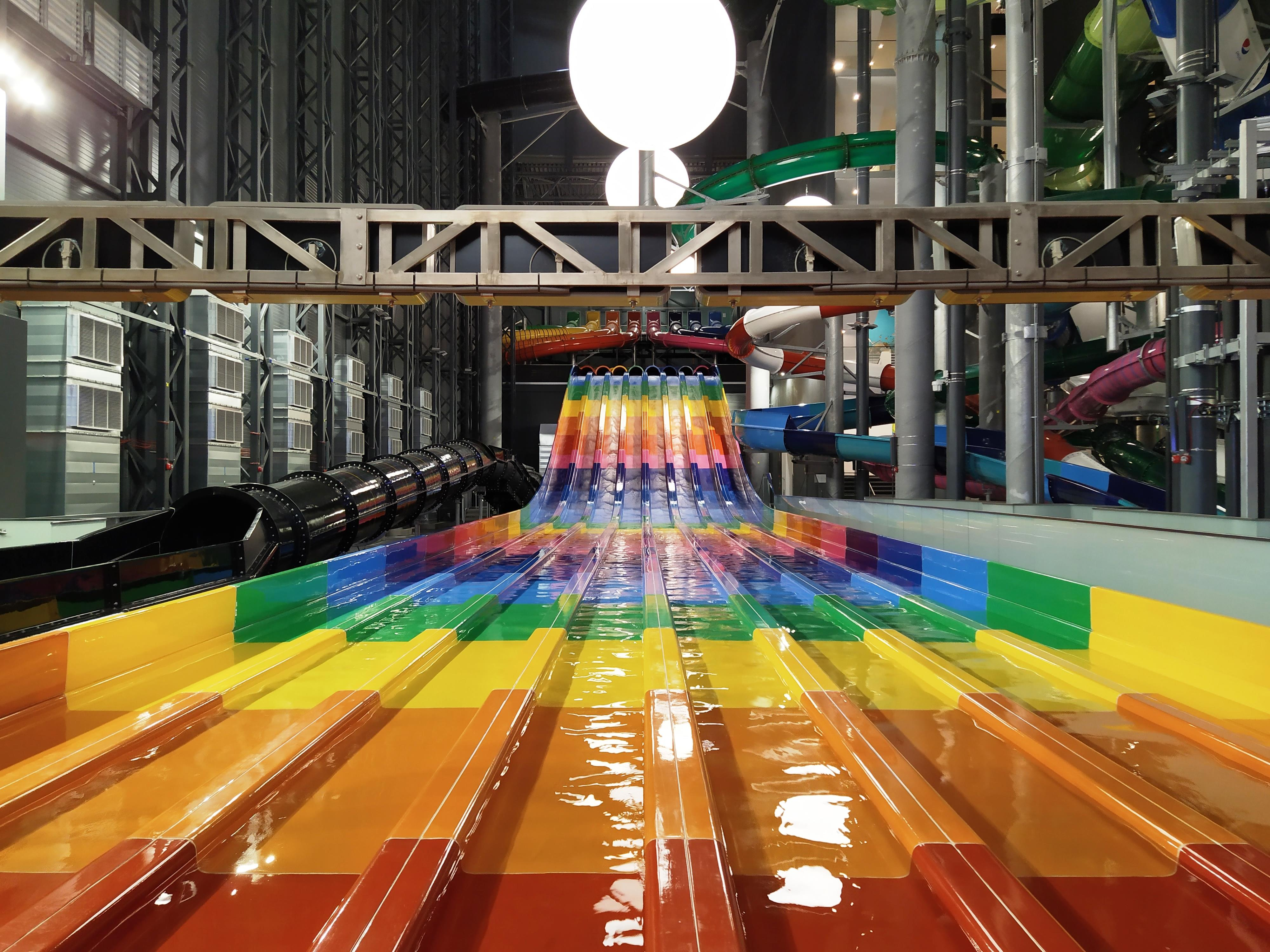
Zjeżdżalnie wodne

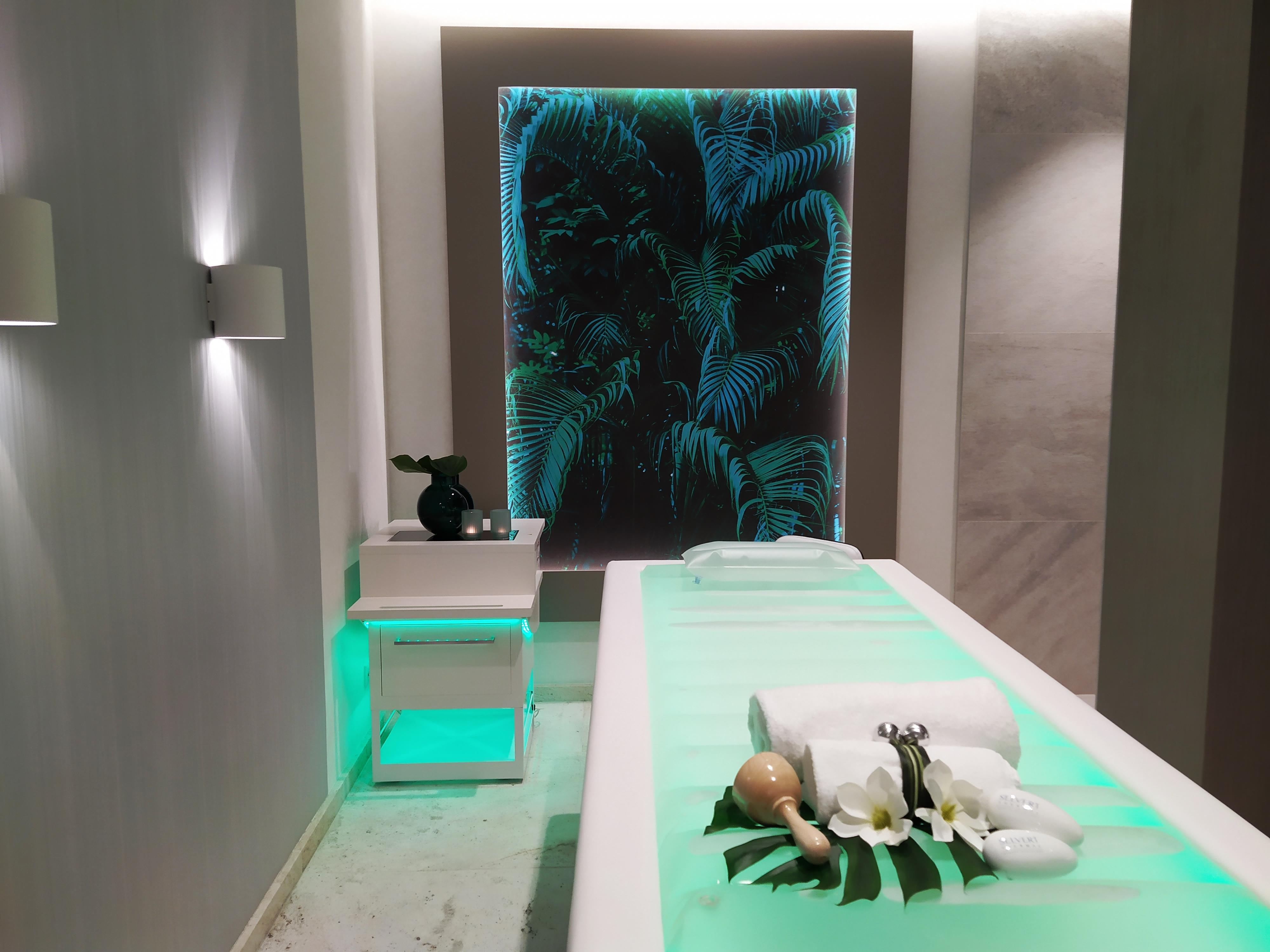
Strefa spa

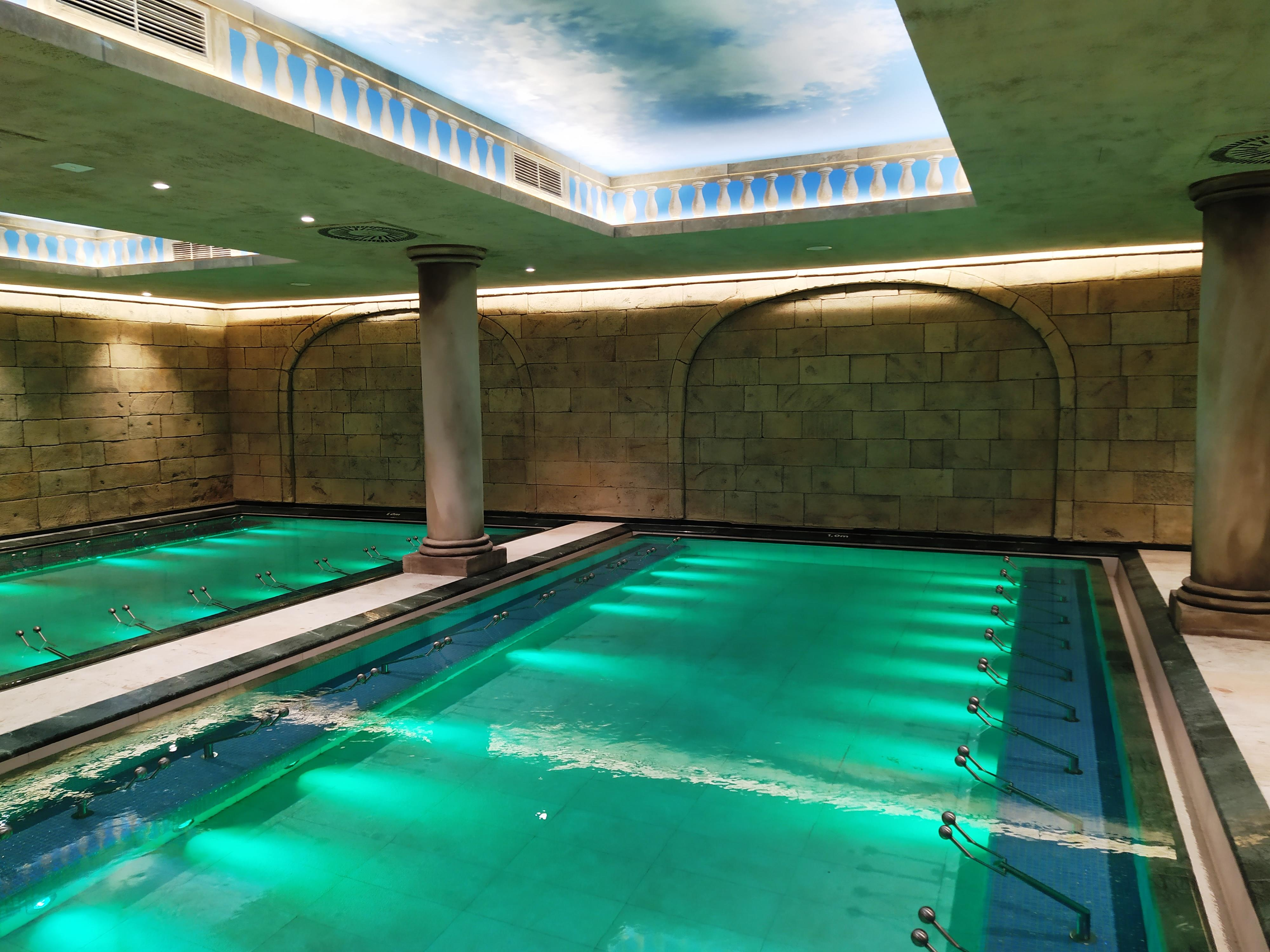
Baseny solankowe

Park of Poland – park rozrywki i wypoczynku w Polsce, w miejscowości Wręcza na terenie gminy Mszczonów w powiecie żyrardowskim, otwarty dla gości w lutym 2020 roku. Pierwsza część inwestycji, tropikalny park wodny Suntago, kosztowała 150 milionów euro i zapewniła 600 miejsc pracy.

## Historia
Plany wybudowania takiego obiektu pojawiły się już w 2011 roku. Zapowiedziano wtedy, że budowa ruszy w 2013 roku. Od tego czasu kilkukrotnie rozpoczęcie budowy przekładano. Ostatecznie nastąpiło to w maju 2017 roku. Prace konstrukcyjne pierwszego etapu parku, „Suntago Wodny Świat”, zakończyły się w sierpniu 2019 roku. Otwarcie parku nastąpiło 20 lutego 2020 r.

## Kompleks
Docelowo Park of Poland ma zająć blisko 400 ha gruntów, które zakupił w okolicy inwestor Global City Holdings. Aktualnie działa pierwsza część obiektu, Suntago Wodny Świat, na powierzchni 20 ha (infrastruktura wraz z parkingiem) i kompleks „Suntago Village” (kompleks w pełni wyposażonych bungalowów). W planach jest także budowa czterogwiazdkowego hotelu w sąsiedztwie. 

### Suntago Wodny Świat
Jest to największy zadaszony park wodny w Polsce i Europie, mogący pomieścić do 15 000 osób. Zajął 10. miejsce w rankingu najlepszych parków wodnych Europy według European Star Award. Podzielony jest na 3 strefy tematyczne: „Jamango”, „Relax” i „Saunaria”. 
Jamango Wodna DżunglaW tej strefie znalazło się 300 palm, 4000 leżaków, 32 zjeżdżalnie na 6 kondygnacjach, o łącznej długości ponad 3200 metrów. Znajdują się tu również między innymi: zjeżdżalnie pontonowe przeznaczone dla 1, 2 i 4 osób („Jungle Eclipse”, „Neon Torpedo”, „Tiger's Race”, „Hunters Raft Race I” i „Hunters Raft Race II”, „Mad Octopus”, „Green Mamba”); zjeżdżanie z zapadniami („Jaw Drop”, „Crazy Drive”); ośmiotorowa zjeżdżalnia „Rainbow Race”, po której zjeżdżać będzie się na specjalnych przeznaczonych do tego matach głową do przodu, oraz wiele innych. Jest tu też basen z falami, dzikie rzeki, symulator Surf-Air oraz wewnętrzny i zewnętrzny wodny plac zabaw. Łączna powierzchnia basenowa w tej strefie zajmuje 2000 m².
RelaxStrefa przeznaczona do odpoczynku. Posadzono tu 400 palm głównie z Florydy, Kostaryki i Malezji. Znajduje się tu basen termalny o powierzchni 840 m² oraz ogród o powierzchni 20 000 m². Rozsuwany dach w tej strefie pozwala na odkrycie basenów w słoneczne dni. Oprócz tego w tej strefie można korzystać z gabinetów masażu, basenów witalnych, 3 basenów typu „Dead Sea” oraz solariów.
SaunariaStrefa saun powierzchni 2500 m². W Saunarii znajduje się 12 tematycznych atrakcji, między innymi sauny: „Łaźnia Turecka”, „Rajska Plaża”, „Aromatyczna”, „Valhalla”, „Wioska Egipska”, „Akwarium”, „Koreańska Sala Wypoczynku” i prysznic Calla.

#### Ogrzewanie wody
Woda w basenach ma temperaturę 32 stopni Celsjusza. Większość basenów jest wypełniona wodą termalną pobieraną z odwiertu o głębokości 1720 m. Jest ona także wykorzystywana do ogrzewania budynku, zmniejszając o 2/3 zużycie energii elektrycznej.

### Nocleg i Hotele
Suntago VillageW pobliżu parku wodnego w sąsiedniej miejscowości Świnice, działa Suntago Village, kompleks 100 domów typu bungalow.
HotelPlanowany jest czterogwiazdkowy hotel z 240 pokojami oraz salami konferencyjnymi, bezpośrednio połączony z Suntago Wodny Świat.

## Miejsce w rankingach
Park of Poland zajął w 2020 roku 10. miejsce w rankingu „European Star Award” dla najlepszych parków wodnych w Europie.

## Dojazd
Kompleks zlokalizowany jest w pobliżu Mszczonowa i Żyrardowa, około 50 kilometrów od centrum Warszawy i ponad 100 kilometrów od Łodzi. Park of Poland znajduje się pomiędzy drogą ekspresową S8 i autostradą A2. W 2018 gminy Mszczonów i Radziejowice, dzięki dotacji ze środków województwa mazowieckiego, wybudowały drogę dojazdową łączącą obiekt z drogą krajową nr 50 w Słabomierzu. Park posiada połączenia autobusowe z Warszawą i Żyrardowem.